# Organisation sioniste mondiale
 (décembre 2017).

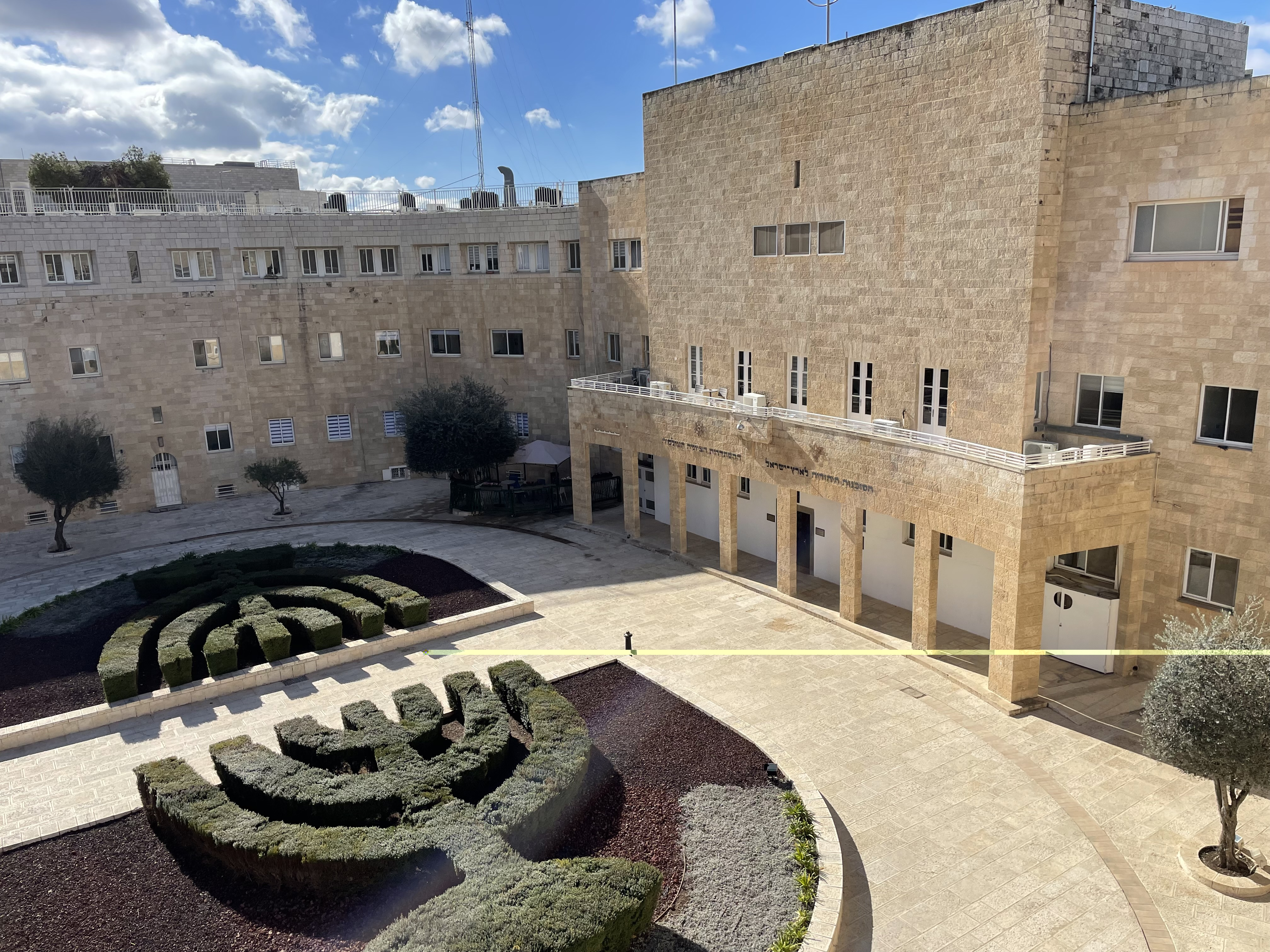
Le bâtiment des institutions nationales à Jérusalem, Israël - L'Organisation Sioniste Mondiale Le bâtiment où est né l'État d'Israël

L’Organisation sioniste mondiale, dont le siège se trouve à Jérusalem, est issue de l'Organisation sioniste fondée le 3 septembre 1897 lors du premier congrès sioniste tenu à Bâle à l'initiative de Theodor Herzl. Elle a reçu son nom actuel en 1960.

## Histoire

### Naissance de l'Organisation sioniste (1897)
Théodore Herzl, qui organise le premier congrès sioniste à Bâle, écrit plus tard : « À Bâle, j’ai donné naissance au futur État juif. Il peut venir dans cinq ans, ou dans cinquante ans, tout le monde le verra ».

### L'Organisation sioniste jusqu'à la création d'Israël (1897-1948)
L'Organisation sioniste devient la principale organisation du mouvement sioniste, reléguant notamment celle des Amants de Sion, créée en 1881 à Odessa par Léon Pinsker. Son objectif premier est l'établissement d'un centre territorial et étatique pour le peuple juif en terre d'Israël, territoire qui correspond alors à la Palestine ottomane (puis, après la Première Guerre mondiale, à la Palestine mandataire sous gouvernement britannique.
Durant les décennies suivantes, un grand nombre d'institutions paraétatiques juives sont mises en place en Palestine par les congrès sionistes qui se tiennent régulièrement (tous les ans jusqu'en 1901, tous les deux ans (sauf périodes des guerres mondiales) de 1903 à 1945). 
Notamment la Haganah, organisation paramilitaire créée en 1920 et qui jouera en rôle essentiel pendant la guerre de 1948-1949, et l'Agence juive, créée en 1929 pour être un gouvernement de la communauté juive de Palestine, parallèlement au gouvernement britannique du mandat.

### L'Organisation sioniste dans l'État d'Israël (1948-1960)
La déclaration d'indépendance d'Israël le 14 mai 1948 ne met pas fin à l’existence de l’Organisation sioniste. C'est David Ben Gourion, président de l'Organisation sioniste, qui proclame cette indépendance, dans le cadre de la décision de l'ONU de partager la Palestine mandataire entre un État juif et un État arabe.
La Knesset attribue à l'organisation un statut spécial en 1952, l’autorisant à poursuivre sa tâche pour le développement du pays.

### L'Organisation sioniste mondiale (depuis 1960)
En 1960, l'Organisation sioniste devient l'Organisation sioniste mondiale[pourquoi ?].
L’Organisation sioniste mondiale est aujourd’hui la plus importante organisation internationale juive du monde et ses objectifs primordiaux sont d'œuvrer pour la défense de l’identité juive et de participer au soutien économique et politique à Israël.
Elle inclut les institutions suivantes : les Syndicats sionistes mondiaux (World Zionist Unions) ; les Fédérations internationales sionistes (Zionist Federations) et des organisations internationales qui se définissent comme sionistes comme la WIZO, Hadassah, Bnai Brith, Maccabi ; l'Union mondiale des étudiants juifs (WUJS), etc.[réf. nécessaire]
Le siège de l'Organisation sioniste mondiale a été déplacé[Quand ?] de façon permanente à Jérusalem, après avoir été situé dans plusieurs capitales européennes comme Berlin, Londres mais aussi aux États-Unis, à New York[réf. nécessaire].

## Fonctionnement de l'Organisation sioniste

### Avant 1948
Lors des congrès, des délégations représentent tous les Juifs, quels que soient leurs pays, leurs langues, leurs traditions religieuses ou leurs sensibilités politiques. Le droit de vote de chaque délégué est représenté par l’utilisation de son shekel sioniste. Les représentants sont regroupés en fonction de leur idéologie plutôt qu’en fonction de leur localisation géographique.
Les finances de l’organisation sont gérées par le Jewish Colonial Trust, fondé en 1899. L’achat de terre en Palestine est supervisée par le Fonds national juif, fondé en 1901. 
Le Keren Hayesod est créé en 1920 pour organiser les activités élémentaires nécessaires à l’existence d’un État : les entreprises d’électricité, de banque et d’exploitation de la potasse furent ainsi créées longtemps avant 1948.

### Après 1948
Sept congrès sionistes ont lieu de 1951 à 1978, tous réunis à Jérusalem.

## Liste des présidents de l'organisation
- Theodor Herzl : 1897-1904 ;
- David Wolffsohn : 1905-1911 ;
- Otto Warburg : 1911-1921 ;
- Chaim Weizmann (1re fois) : 1921-1931.
- Nahum Sokolow : 1931-1935 ;
- Chaim Weizmann (2e fois) : 1935-1946 ;
- David Ben Gourion (intérim) : 1946-1956 ;
- Nahum Goldmann : 1956-1968 ;
- Ehoud Avriel : 1968-1972 ;
- Louis Arie Pincus : 1968-octobre 1973 ;
- Arie Leon Dulzin (1re fois) : octobre 1973-1975 ;
- Pinhas Sapir : 1975-12 août 1975 ;
- Arie Leon Dulzin (2e fois) : 12 août 1975-6 janvier 1976 ;
- Joseph Almogi : 6 janvier 1976-1978 ;
- Arie Leon Dulzin (3e fois) : 1978-décembre 1987 ;
- Simcha Dinitz : décembre 1987-14 février 1994 ;
- Yehiel Leket : février 1994-février 1995 ;
- Avraham Burg : février 1995-février 1999 ;
- Sallai Meridor : 25 février 1999-2005 ;
- Zeev Bielski : 2005-2009 ;
- Avraham Duvdevani : depuis 2010.